# Teresa Ruiz
Teresa Ruiz (Santiago Matatlán, Oaxaca; 21 de diciembre de 1988) es una actriz mexicana, ganadora de diferentes premios como Mejor Actriz a nivel internacional.  Es miembro vitalicio del Actors Studio.
Entre sus trabajos más reconocidos se encuentran Narcos: México, Ruido, Father Stu, The Marksman, Mo, Aquí en la Tierra, Luis Miguel: la serie, La Casa de las Flores, Ruido, Viaje redondo entre otras.

## Biografía
Nació en Santiago Matatlán, Oaxaca y creció en Los Ángeles, California. 

## Entrenamiento en el Actors Studio
En 2013, Ruiz fue invitada por el fallecido actor Martin Landau a ser miembro del Actors Studio. El Actors Studio es una organización compuesta por una membresía de actores profesionales dirigidos por Al Pacino, tienen sede en Nueva York y Los Ángeles. Ruiz estudió el método bajo la instrucción de Martin Landau y Sandra Seacat.

## Carrera
Protagonizó el filme Father Stu junto a Mark Wahlberg, Mel Gibson y Jacki Weaver así como la película The Marksman junto al actor Liam Neeson.
Ruiz es una de las protagonistas de la serie original de Netflix, Narcos. El creador de esta serie estadounidense declaró a la revista Variety que Isabella Bautista es uno personajes claves para la historia se especula que la narcotraficante famosa en la que está basado su personaje, podría ser Sandra Ávila Beltrán.
Protagoniza la comedia de Netfix Mo, la serie habla sobre la experiencia de los refugiados Palestinos y Mexicanos en Estados Unidos. 
Protagoniza junto a Julieta Egurrola la película Ruido, película mexicana dirigida por Natalia Beristáin. El flilm fue estrenado en Festival Internacional de Cine de San Sebastián y distribuida por la plataforma Netflix.

Interpreta al personaje Nadia Basurto en el thriller político Aquí en la Tierra, una coproducción entre la productora de Gael García Bernal y Diego Luna (La Corriente del Golfo) y Fox Networks.  La miniserie de 8 episodios escrita y dirigida por algunos de los cineastas más reconocidos de México fue el único título latinoamericano que compitió en la edición inaugural del Festival de Cine de Cannes: Series.
Ruiz apareció junto a Jennifer López y Antonio Banderas en Bordertown, dirigida por Gregory Nava. La historia está basada en los feminicidios en Ciudad Juárez, Chihuahua y contó con el respaldo de Amnistía Internacional.
Coprotagonizó la película The Delivery junto a Mickey Rourke bajo la dirección de Louis Leterrier y apareció en la serie estadounidense The Last Ship de Michael Bay.
Protagonizó la película Viaje Redondo del director Gerardo Tort. Por su interpretación en esta película ganó prestigiosos premios como mejor actriz incluyendo el Mayahuel de Plata del Festival Internacional de Cine de Guadalajara, Los Palmares en Amiens, Francia, La India Catalina en Colombia, el premio Canacine y el premio Ariel de la Academia Mexicana de Artes y Ciencias Cinematográficas.
Otros de sus filmes son: Tlatelolco de Carlos Bolado, película que cuenta la historia de la masacre de estudiantes en 1968 en la plaza de las Tres Culturas de Tlatelolco y protagonizó una nueva versión del clásico del cine español Marcelino pan y vino, diriginda por José Luis Gutiérrez Arias; actuó en la película Cantinflas  basada en la vida del actor mexicano Mario Moreno Cantinflas, donde interpretó a la actriz y bailarina Meche Barba y colaboró por segunda vez con el director Carlos Bolado en el thriller político Colosio: El asesinato.
Ruiz fue productora ejecutiva de Machete producciones, el primer filme de esta productora, Año Bisiesto dirigido por Michael Rowe ganó la Caméra d'Or en el 63 Festival de Cine de Cannes.

### Trabajo en Teatro
Protagonizó la obra de teatro The Motherfucker with the Hat de Stephen Adly Guirgis producida por Martin Landau, Ellen Burstyn y Al Pacino; el Actors Studio abrió sus puertas para funciones al público en general en septiembre del 2014.
Interpretó Frida Kahlo joven en la puesta en escena Cada Quien su Frida de Ofelia Medina, la obra tuvo su estreno mundial en el Festival Iberoamericano de Teatro de Cádiz en España para luego iniciar una gira por Cuba, Dinamarca, Estados Unidos y una temporada larga en el Teatro de la Ciudad y en el Teatro Julio Castillo de la Ciudad de México.

## Filmografía

### Cine
| Año  | Título                    | Papel              | Notas                                                               |
| ---- | ------------------------- | ------------------ | ------------------------------------------------------------------- |
| 2006 | Bienvenido paisano        | Piffany            | Dirigida por Rafael Villaseñor Kuri                                 |
| 2006 | Bordertown                | Cecilia Rojas      | Dirigida por Gregory Nava                                           |
| 2010 | Marcelino, pan y vino     | Cruz               | Dirigida por José Luis Gutiérrez Arias                              |
| 2010 | Viaje redondo             | Lucía              | Producida por Mantarraya - Jaime Romandia Dirigida por Gerardo Tort |
| 2012 | Tlatelolco: Verano del 68 | Licha              | Producida por Fernando Sariñana Dirigida por Carlos Bolado          |
| 2012 | Colosio: El asesinato     | Alejandra Iglesias | Producida por Mónica Lozano Dirigida por Carlos Bolado              |
| 2012 | Ciudadano Buelna          | Actriz             | Dirigida por Felipe Cazals                                          |
| 2014 | Cantinflas                | Meche Barba        | Dirigida por Sebastián del Amo                                      |
| 2014 | A Gringo Honeymoon        | Rosalita           | Dirigida por Alexandra Debricon                                     |
| 2015 | The Delivery              | La Reyna           | Dirigida por Louis Leterrier                                        |
| 2021 | The Marksman              | Rosa               | Dirigida por Robert Lorenz                                          |
| 2022 | Father Stu                | Carmen             | Dirigida por Rosalind Ross. Producida por Mark Wahlberg.            |
| 2022 | Ruido                     | Abril              | Dirigida por Natalia Beristáin                                      |
| 2024 | Fiesta en la Madriguera   | Alotl              | Dirigida por Manolo Caro.                                           |
| 2024 | El candidato honesto      | Diana              | Dirigida por Luis Felipe Ybarra.                                    |

### Televisión
| Año       | Título                | Papel             | Notas                       |
| --------- | --------------------- | ----------------- | --------------------------- |
| 2011      | El encanto del águila | Xacinta           | Canal de las Estrellas      |
| 2013      | Major Crimes          | Mónica García     | TNT                         |
| 2014      | Gang Related          | Marissa           | 20th Century Fox Television |
| 2015      | The Last Ship         | Teresa            | TNT                         |
| 2018      | Aquí en la Tierra     | Nadia Basurto     | Fox Premium                 |
| 2018-2020 | Narcos: Mexico        | Isabella Bautista | Netflix                     |
| 2019      | La casa de las flores | Marilú            | Netflix                     |
| 2021      | Luis Miguel: la serie | Azucena           | Netflix                     |

### Producción
| Año  | Título          | Papel      | Notas               |
| ---- | --------------- | ---------- | ------------------- |
| 2010 | Año Bisiesto    | Productora | Dir. Michael Rowe   |
| 2011 | Nos Vemos, Papa | Productora | Dir. Lucía Carreras |

## Premios y nominaciones
Teresa Ruiz ha ganado 6 premios y tuvo 9 nominaciones, de los cuales destacan:
| Año  | Certamen                                               | Premio                         | Categoría    | Película      |
| ---- | ------------------------------------------------------ | ------------------------------ | ------------ | ------------- |
| 2009 | Festival Internacional de Cine de Guadalajara          | Mayahuel de Plata              | Mejor Actriz | Viaje redondo |
| 2009 | Festival Internacional de Cine de Amiens               | Prix d’interprétation féminine | Mejor Actriz | Viaje redondo |
| 2010 | Academia Mexicana de Artes y Ciencias Cinematográficas | Premio Ariel                   | Mejor Actriz | Viaje redondo |
| 2010 | Festival Internacional de Cine de Cartagena            | India Catalina                 | Mejor Actriz | Viaje redondo |
| 2012 | CANACINE                                               | PREMIO CANACINE                | Mejor Actriz | Viaje redondo |